# 로마 국립중앙도서관
로마 국립중앙도서관(이탈리아어: Biblioteca Nazionale Centrale di Roma)은 이탈리아 로마에 위치한 국립도서관이다.